# ブエノスアイレス条約
ブエノスアイレス条約（ブエノスアイレスじょうやく）は、1910年8月11日にアルゼンチンのブエノスアイレスで調印された著作権に関する条約。方式主義を採用する南北アメリカ大陸のほとんどの国が署名した。
第3条にて、著作物に権利を留保する旨の記述がなされている場合に、加盟国相互に著作権を承認することが規定されている。この権利留保の記述は、英語では"All rights reserved"（スペイン語では"Todos los derechos reservados"、ポルトガル語では"Todos os direitos reservados"）という文言で行うのが一般的だった。アメリカ合衆国の法律では、著者と出版年のみが必要とされていたため、この著作権表示の実施方法は様々だった。第6条、第7条において、著作権が保護される期間は、著作物が制作された国と使用する国の保護期間のうち、短い方の期間を適用すると規定されている（著作権の保護期間における相互主義）。権利留保の表明の要件のやや曖昧な性質が、より長く、より合法的な文言の開発につながっており、著作権の保護に関する国際条約の発展にもかかわらず、それは持続している。
1952年9月6日の万国著作権条約(UCC)第18条において、この条約は無効としないこと、UCCとこの条約との間で規定が矛盾する場合はUCCを優先することが規定されている。ブエノスアイレス条約は変更されていないため、単純な著作権表示の存在は、UCCの締約国となった国の間で著作権の相互承認を確保するのに十分であった（ホンジュラスのみ未加盟）。2000年8月23日にニカラグアがベルヌ条約に加盟したことで、この条約の署名国は全てベルヌ条約にも加盟していることとなった。ベルヌ条約では形式的な手続きなしの著作権の相互承認を規定している（ベルヌ条約第5.2条）。
ブエノスアイレス条約は、ベルヌ条約第20条に規定する「特別協定」である。ブエノスアイレス条約は、特に著作物の発信国を決定するために、また、著作権の保護期間における相互主義を適用する国に適用される保護期間を決定するために、現在も有効に存続している。著作物が条約国と非条約国で同時に出版された場合、非条約国での保護期間にかかわらず、条約国が発信国とみなされる。
| 国             | ブエノスアイレス条約 | UCC            | ベルヌ         |
| -------------- | -------------------- | -------------- | -------------- |
| アルゼンチン   | 1950年4月19日        | 1958年2月13日  | 1967年6月10日  |
| ボリビア       | 1914年5月15日        | 1990年3月22日  | 1993年11月4日  |
| ブラジル       | 1915年8月31日        | 1960年1月13日  | 1922年2月9日   |
| チリ           | 1955年6月14日        | 1955年9月16日  | 1970年6月5日   |
| コロンビア     | 1936年12月23日       | 1976年6月18日  | 1988年3月7日   |
| コスタリカ     | 1916年11月30日       | 1955年9月16日  | 1978年6月10日  |
| ドミニカ共和国 | 1912年10月31日       | 1983年5月8日   | 1997年12月24日 |
| エクアドル     | 1914年4月27日        | 1957年6月5日   | 1991年10月9日  |
| グアテマラ     | 1913年3月28日        | 1964年10月28日 | 1997年1月11日  |
| ハイチ         | 1919年11月27日       | 1955年9月16日  | 1996年1月11日  |
| ホンジュラス   | 1914年4月27日        | —              | 1990年1月25日  |
| メキシコ       | 1964年4月24日        | 1957年5月12日  | 1967年6月11日  |
| ニカラグア     | 1913年12月15日       | 1961年8月16日  | 2000年8月23日  |
| パナマ         | 1913年11月25日       | 1962年10月17日 | 1996年6月8日   |
| パラグアイ     | 1917年9月20日        | 1962年3月11日  | 1992年1月2日   |
| ペルー         | 1920年4月30日        | 1963年10月16日 | 1988年8月20日  |
| アメリカ合衆国 | 1911年8月1日         | 1955年9月16日  | 1989年3月1日   |
| ウルグアイ     | 1919年5月11日        | 1993年4月12日  | 1967年7月10日  |

出典: アメリカ合衆国著作権局、UNESCO、WIPO